# Yenovk Schahen Yepranosian
Yenovk Schahen Yepranosian (armenisch Ենովք Շահէն; * 3. Februar 1881 in Bardizag bei Izmit; † 28. Mai 1915 in Ankara) war ein armenischer Schauspieler, der im Osmanischen Reich lebte. Er fiel dem Völkermord an den Armeniern zum Opfer.

## Leben
Yenovk Schahen Yepranosian wurde am 3. Februar 1881 als Sohn einer armenischen Familie im Dorf Barzidag geboren. Er war der Bruder von Krikor Ankut, einem Rechenmeister und Arithmetiker, der ebenfalls während des Völkermordes deportiert wurde, jedoch überlebte. Nachdem er seine Grundschulbildung in Bardizag erhalten hatte, zogen er und seine Familie nach Istanbul.

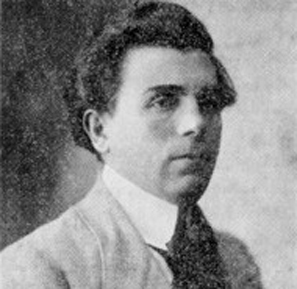
Das letzte bekannte Foto von Yenovk Schahen, veröffentlicht am 4. Januar 1915 in der armenischen Zeitung Verchin Lur, wenige Monate vor seiner Ermordung

Während seiner Zeit in Istanbul wuchs Schahens Interesse am Theater, nachdem er die Biografie des armenischen Dramaturgen Bedros Atamian gelesen hatte. Er begann, Kurzrollen in verschiedenen Stücken zu spielen. Schahen trat der Theatergruppe von Mardiros Mnagian bei. Kurz darauf wechselte Schahen zu einer anderen Theatergruppe, in der der armenische Schauspieler Vahram Papazian bereits Mitglied war. Schahen und Papazian wurden enge Freunde und arbeiteten zusammen. Während seiner Schauspielkarriere  trat Schahen in anderen Theatergruppen auf, darunter jene, die von Felekian und Zarifyan geleitet wurden. Schahen war bekannt für seine Auftritte im gesamten Osmanischen Reich, darunter in Kairo, Izmir, Izmit und seinem Heimatort Bardizag.
Einige seiner bekanntesten Rollen waren François Coppées Monolog La grève des forgerons, Triboulet in Victor Hugos Le roi s’amuse, Iago in William Shakespeares Othello und Shylock in Der Kaufmann von Venedig.
Am „Roten Sonntag“, dem 24. April 1915, wurde Yenovk Schahen in seinem Haus, das sich im Istanbuler Bezirk Nişantaşı befand, festgenommen. Die Festnahme war Teil der Festnahme und Verschleppung armenischer Intellektueller aus der Hauptstadt in die inneren Provinzen des Osmanischen Reiches.
Schahen wurde nach Ayaş nahe Ankara deportiert, wo er und andere armenische Intellektuelle inhaftiert wurden. Er wurde aus dem Gefängnis verschleppt und nahe Ankara im Alter von 34 Jahren ermordet.